# Przemysław Wójcik
Przemysław Wójcik (ur. 1931, zm. 18 stycznia 2008) – polski autor publikacji poświęconych socjologii elit władzy oraz problemom polityki społecznej, profesor zwyczajny doktor habilitowany, profesor UW, wieloletni wykładowca w Instytucie Stosowanych Nauk Społecznych, działacz ZHP, organizator życia społecznego młodzieży akademickiej.
Absolwent Szkoły Głównej Handlowej w Warszawie.

## Wybrana bibliografia[1]
- ”Czy władza musi być wyobcowana” ("Książka i Wiedza", Warszawa, 1981 r.)
- ”Elity władzy w Polsce a struktura społeczna w latach 1944-1956” (Instytut Stosowanych Nauk Społecznych, Uniwersytet Warszawski, 1992 r.) - organizacja zespołów badawczych i red. naukowa
- ”Elity władzy w Polsce a struktura społeczna w latach 1956-1981” (Instytut Stosowanych Nauk Społecznych, Uniwersytet Warszawski, 1994 r.) - organizacja zespołów badawczych i red. naukowa
- ”Klasa robotnicza i jej partia w społeczeństwie socjalistycznym” ("Horyzonty", Warszawa, 1976 r.)
- ”Marksistowska koncepcja wyzwolenia pracy i jej antogoniści” (Wydaw. Ministerstwa Obrony Narodowy, Warszawa, 1976 r.)
- ”Marksistowsko-engelsowska koncepcja dezalienacji pracy” (Państwowe Wydaw. Naukowe, Warszawa,1978 r.)
- ”Położenie i aspiracje klasy robotniczej w Polsce” (Wydaw. Min. Obrony Narodowej, Warszawa, 1988 r., ISBN 83-11-07545-X)
- ”Położenie klasy robotniczej w Polsce”, 7 tomów – „Warunki pracy i poziom zdrowotności robotników”, „Kwestia mieszkaniowa”, „Warunki bytu robotników”, „Problemy patologii i przestępczości”, „Zagrożenia ekologiczne”, „Warunki życia i problemy ludzi starych”, „Potrzeby i aspiracje robotników” (Akademia Nauk Społecznych 1984-1987) - organizacja zespołów badawczych i red. naukowa
- ”Problemy i systemy polityczne krajów rozwijających się” (Wydaw. Ministerstwa Obrony Narodowej, Warszawa, 1975 r.)
- ”Problemy kierowania procesami społecznymi” (Wydaw. Min. Obrony Narodowej, Warszawa, 1979 r., ISBN 83-11-06391-5)
- ”Z rodowodu socjalistycznej polityki społecznej : koncepcje i poglądy Stanisława Rychlińskiego” ("Książka i Wiedza", Warszawa, 1976 r.)

## Nagrody
- Nagroda Trybuny Ludu (1979)[2]